# ここが噂のエル・パラシオ
『ここが噂のエル・パラシオ』（ここがうわさのエル・パラシオ）は、あおやぎ孝夫による日本の漫画作品、およびそれを原作とした一連の作品。『ゲッサン』（小学館）にて、2009年6月号（創刊号）から2013年9月号まで連載。記憶喪失になった青年が主人公の、ラブコメディプロレス漫画である。

## あらすじ
交通事故で記憶喪失になった主人公（仮名:大岡忠輔）は、女子プロレス団体「エル・パラシオ」の居候・レフェリーとなり、5人の女性レスラーとの共同生活を送ることになった。

## 登場人物
大岡 忠輔（おおおか ただすけ）
本作の主人公。事故が原因で記憶喪失になったところを桜花に引き取られ、レフェリー兼雑用係としてエル・パラシオに住み込みで働くことになる。大岡忠輔という名前はその際に桜花によって名付けられた。ハーレム系ラブコメの主人公らしく、裸を見たり、胸を揉んだりなどの役得なシチュエーションに毎回遭遇する。また、性格もハーレム系ラブコメ主人公の例に漏れず至ってお人好しで、困っている人を放っておけない好青年。年齢不明だが、酒を勧められ普通に飲んでいる描写が劇中にある。
須弥仙 桜花（しゅみせん おうか）
エル・パラシオのリーダー的存在。本作のヒロイン。唯我独尊な性格で気が短く、忠輔を交通事故から救うと彼の身元引受人として下僕扱いし、練習台にするなどしてよくいじっている。プロレスラーの実力は高く、プロレス雑誌にも時々掲載されている。「H・E・At」のAZUMIとはチャンピオンベルトやエル・パラシオ離脱などを巡る因縁がある。弱点は全く泳げないこと。時代劇鑑賞が趣味で、忠輔の名前はファンである『大岡越前』の大岡忠相から取った。年齢20歳。9月15日生。身長178センチメートル、体重60キログラム。B95センチメートル、W63センチメートル、H90センチメートル。血液型B型。
バニー・キサラギ
エル・パラシオ所属の覆面レスラー。本名、年齢、誕生日いずれも不詳。ウサギ耳の覆面をつけているが、恥ずかしいということで素顔はメンバーの誰にも見せたことがなく、一緒に風呂に入るときもつけたまま。裁縫が趣味で覆面は自前、他のメンバーの衣装も作っている。幼稚園児からは絶大な人気を誇っており、よく幼稚園に遊びに行ってはニンジンをもらったりしている。身長160センチメートル、体重55キログラム。B87センチメートル、W57センチメートル、H83センチメートル。血液型AB型。
牧原 いつか（まきはら いつか）
エル・パラシオの一員。ときわ台学園という学校に通う17歳の女子高生。メンバーの中では一番マイペースな性格。学校に行くのが好きではなかったが、とある出来事によりまた通うようになった。エル・パラシオ随一の大喰らい。
棚橋 万里子（たなはし まりこ）
エル・パラシオの一員。リングネームはマリー・ザ・キッド。5人の選手の中では一番の古株。料理が上手く、エル・パラシオの食事はいつも彼女が作っている。リング上ではヒールだが、普段はおっとりしていて笑顔を絶やさない。しかし、年齢の話題や「おばさん」呼ばわりされると銃をどこからともなく取り出して発砲することも。年齢25歳。1月10日生。身長165センチメートル、体重57キログラム。B100センチメートル、W65センチメートル、H95センチメートル。血液型O型。
浅野 陽向（あさの ひな）
エル・パラシオの一員。本作のもう1人のヒロイン。年齢14歳の現役女子中学生。その愛らしい容姿で人気が高いが、実力的には半人前。忠輔に想いを寄せている。4月25日生。身長148センチメートル、体重45キログラム。B79センチメートル、W53センチメートル、H80センチメートル。血液型A型。
AZUMI
女子プロレス最大の団体「H・E・At」のエース。かつてはエル・パラシオのメンバーだったが、ある理由により離脱。そのことにより、桜花からは快く思われていない。
デス・カーペンター
「H・E・At」のヒールレスラー。本名は白戸雪（しらとゆき）。雑誌のヒールレスラーランキング1位。

## 単行本
- あおやぎ孝夫 『ここが噂のエル・パラシオ』 小学館〈ゲッサン少年サンデーコミックス〉、全7巻
  1. 2010年1月12日発売 ISBN 978-4-09-122090-5
  2. 2010年8月12日発売 ISBN 978-4-09-122546-7
  3. 2011年5月12日発売 ISBN 978-4-09-122834-5
  4. 2011年10月12日発売 ISBN 978-4-09-123287-8
  5. 2012年6月12日発売 ISBN 978-4-09-123614-2
  6. 2013年3月12日発売 ISBN 978-4-09-124121-4
  7. 2013年10月11日発売 ISBN 978-4-09-124437-6

## テレビドラマ
2011年10月7日から同年12月23日まで、テレビ東京系列「ドラマ24」（金曜24:12 - 24:53）枠にてドラマ化。主演は武田航平。女子プロレス団体のスターダムの所属選手が多く出演しており、女子プロレス監修も同団体の代表であるロッシー小川が務めた。

### キャスト
女子プロレス団体 エル・パラシオ
- 大岡 忠輔 - 武田航平

レフェリー面接に向う途中で車に撥ねられかけの所を桜花に救われるが、怪力で押された衝撃で記憶喪失になる。
レフェリー見習い中の下僕である。
名前の大岡忠輔は江戸時代の名奉行「大岡忠相」から名付けられた。記憶喪失で名前も思い出せないので桜花が名付ける。
- 須弥仙 桜花 - 佐藤江梨子

元スターレスラ－でエルパラのボス。団体のルールではボスの言うことは絶対服従である。
- 牧原 いつか - 愛川ゆず季

エルパラのエース、プロレスが誰よりも好きで超短気な性格。
- 如月 冴江 - 武田梨奈

元空手家、空手バカ。ストイックで胃袋が満たされていないと攻撃的になる。
- 棚橋 万里子 - 澤山璃奈

リングネーム 「マリリン・ターナー」。エルパラの中でお姉さん的な立場、少し天然で意味不明な行動をとることがたまにある。
- 浅野 陽向 - 中村静香

リングネーム 「ひなた」。1番下っ端で料理・雑用全般を担当している。
女子プロレス団体 ヒート
- あずみ - 紫雷イオ

ヒートのエース、元エルパラ所属。桜花を下した後、ヒートに移籍する。
- 所属選手 - 高橋奈苗、夏樹☆たいよう、世IV虎

スナック 「エリカ」
- 沢井 エリカ - 三浦理恵子 / アジャ・コング（第11 - 最終話）

商店街の一角でスナックを営んでいるママ。常連客は殆ど商店街のオヤジたち。街で傍若無人な態度を取るエルパラを嫌っている。
限界を超え食べ続けるとプロレスラーERIKAに覚醒する。
- 赤塚 梢（ホステス） - 伊藤麻実子
- 五十嵐 貴子（ホステス） - 仲村瑠璃亜
- 漆原 みどり（ホステス） - 浜丘麻矢
- 木口 - 村松利史

スナックの常連客でエルパラの熱狂的ファン。喫茶店マスター。
- 新山 - 森下能幸

スナックの常連客でエルパラの熱狂的ファン。精肉店経営。
- 坂本 - 森田ガンツ

スナックの常連客でエルパラの熱狂的ファン。青果店経営。
その他
- 瀬野 孝雄（瀬野グループ御曹司） - 青山草太
- 黒田 聡史（週刊リング編集者） - 犬飼若博
- 麗香 - 吉田羊

元プロレスラー、忠輔の姉。三葉電子工業長野工場勤務、練習中の怪我で車椅子生活を送っている。
- プロレス実況 - 清野茂樹

ゲスト
第5話
- 田中 明子 - 山田スミ子（忠輔の母だと名乗る中年女性）
- さっちゃん - 司容熱子（明子の友達）

第6話
- ユカリ - 大矢真夕（地下格闘技泥レスクィーン）

第8話
- 武藤敬司 - 本人
- 神奈月 - 本人

### スタッフ
- 脚本 - 徳永友一、吉澤智子
- 監督 - 白川士、山田勇人、浅野太、青木達也、大垣一穂
- アクション監督 - 小原剛、南辻史人
- 女子プロレス監修 - ロッシー小川
- 女子プロレス指導 - 高橋奈苗、夏樹☆たいよう
- 音楽 - LiLi（Hajime&Jiro）
- 技術協力 - フォーチュン
- 美術協力 - テレビ朝日クリエイト
- 音響効果 - メディアハウスサウンドデザイン
- 編集・MA - オムニバス・ジャパン
- チーフプロデューサー - 岡部紳二（テレビ東京）
- プロデューサー - 森田昇、浅野太（テレビ東京）、池田禎子（ザ・ワークス）
- 制作 - テレビ東京、ザ・ワークス
- 制作著作 - 「ここが噂のエル・パラシオ」製作委員会

### 主題歌
- OPテーマ - 4Minute「Ready Go」[2]
- EDテーマ - 曽根由希江「君のとなりに」[3]

### 放送日程
| 各回                                                      | 放送日         | サブタイトル                   | 脚本     | 演出     |
| --------------------------------------------------------- | -------------- | ------------------------------ | -------- | -------- |
| 第1話                                                     | 2011年10月7日  | 炸裂プロレス女体爆弾           | 徳永友一 | 白川士   |
| 第2話                                                     | 2011年10月14日 | 乳&汗ガチ喧嘩! 凶器女激突      | 徳永友一 | 白川士   |
| 第3話                                                     | 2011年10月21日 | 超快楽ドM激痛美女レスラー      | 吉澤智子 | 白川士   |
| 第4話                                                     | 2011年10月28日 | 超敏感五感で感じる（秘）バトル | 徳永友一 | 白川士   |
| 第5話                                                     | 2011年11月4日  | 超強力セクシー極悪団体登場     | 徳永友一 | 山田勇人 |
| 第6話                                                     | 2011年11月11日 | 泥レスビキニ&スク水萌え戦      | 徳永友一 | 浅野太   |
| 第7話                                                     | 2011年11月18日 | 恥辱祭蘇る!? 伝説の美乳戦士    | 徳永友一 | 青木達也 |
| 第8話                                                     | 2011年11月25日 | 生出演伝説レスラーvs美女       | 徳永友一 | 森田昇   |
| 第9話                                                     | 2011年12月2日  | 失神! 美女（秘）フェチ悶絶攻撃 | 吉澤智子 | 森田昇   |
| 第10話                                                    | 2011年12月9日  | 絶叫! 美尻団お披露目バトル     | 徳永友一 | 大垣一穂 |
| 第11話                                                    | 2011年12月16日 | 反乱! 美乳王…苦悶の仕置き      | 徳永友一 | 大垣一穂 |
| 最終話                                                    | 2011年12月23日 | 血祭誇りとエロ賭けた決闘       | 徳永友一 | 白川士   |
| 平均視聴率 2.3%（視聴率は関東地区・ビデオリサーチ社調べ） |                |                                |          |          |

### ネット局と放送時間
| 放送対象地域   | 放送局                      | 系列                          | 放送期間                      | 放送曜日・時間     |
| -------------- | --------------------------- | ----------------------------- | ----------------------------- | ------------------ |
| 関東広域圏     | テレビ東京（TX） （制作局） | テレビ東京系列                | 2011年10月7日 - 12月23日      | 金曜 24:12 - 24:53 |
| 北海道         | テレビ北海道（TVh）         | テレビ東京系列                | 2011年10月7日 - 12月23日      | 金曜 24:12 - 24:53 |
| 愛知県         | テレビ愛知（TVA）           | テレビ東京系列                | 2011年10月7日 - 12月23日      | 金曜 24:12 - 24:53 |
| 岡山県・香川県 | テレビせとうち（TSC）       | テレビ東京系列                | 2011年10月7日 - 12月23日      | 金曜 24:12 - 24:53 |
| 福岡県         | TVQ九州放送（TVQ）          | テレビ東京系列                | 2011年10月7日 - 12月23日      | 金曜 24:12 - 24:53 |
| 大阪府         | テレビ大阪（TVO）           | テレビ東京系列                | 2011年10月10日 - 12月26日     | 月曜 24:12 - 24:53 |
| 奈良県         | 奈良テレビ（TVN）           | JAITS                         | 2011年10月14日 - 12月30日     | 金曜 25:30 - 26:05 |
| 新潟県         | テレビ新潟（TeNY）          | 日本テレビ系列                | 2011年11月3日 - 2012年1月26日 | 木曜 24:43 - 25:23 |
| 石川県         | 北陸放送（MRO）             | TBS系列                       | 2011年11月10日 - 2012年2月9日 | 木曜 25:25 - 26:05 |
| 長野県         | 信越放送（SBC）             | TBS系列                       | 2011年12月9日 - 2012年3月2日  | 金曜 24:50 - 25:30 |
| 山形県         | テレビユー山形（TUY）       | TBS系列                       | 2012年1月6日 - 3月23日        | 金曜 24:15 - 24:55 |
| 日本全域       | BSジャパン                  | テレビ東京系列 BSデジタル放送 | 2012年1月8日 - 3月25日        | 日曜 23:30 - 24:05 |
| 福島県         | 福島中央テレビ（FCT）       | 日本テレビ系列                | 2012年1月19日 - 4月5日        | 木曜 25:13 - 25:53 |
| 鳥取県・島根県 | 日本海テレビ（NKT）         | 日本テレビ系列                | 2012年1月28日 - 4月14日       | 土曜 24:50 - 25:35 |
| 岩手県         | IBC岩手放送（IBC）          | TBS系列                       | 2012年2月3日 - 4月20日        | 金曜 25:00 - 25:40 |
| 熊本県         | くまもと県民テレビ（KKT）   | 日本テレビ系列                | 2012年2月18日 - 5月5日        | 土曜 25:00 - 25:40 |
| 和歌山県       | テレビ和歌山（WTV）         | JAITS                         | 2012年3月17日 - 6月2日        | 土曜 24:10 - 24:50 |
| 滋賀県         | びわ湖放送（BBC）           | JAITS                         | 2012年4月5日 - 6月21日        | 木曜 24:20 - 25:00 |
| 鹿児島県       | 鹿児島放送（KKB）           | テレビ朝日系列                | 2012年4月7日 - 6月23日        | 土曜 25:30 - 26:10 |
| 広島県         | 広島テレビ（HTV）           | 日本テレビ系列                | 2012年5月11日 - 6月1日        | 金曜 25:08 - 25:48 |

### 備考
- 2011年12月11日の全日本プロレス『ファン感謝デー』（後楽園ホール）の興行において、本ドラマと全日本プロレスのコラボレーション企画として武藤敬司・愛川ゆず季・武田梨奈組とカズ・ハヤシ・高橋奈苗・夏樹☆たいようの6人タッグマッチが行われた[7][8]。

紫雷イオ逮捕による影響
- 第5話から出演する紫雷イオが2012年5月24日に大麻取締法違反で逮捕されたため（後に紫雷は2012年6月28日に不起訴処分が決定し、冤罪であることも判明）、遅れネット局を中心に影響が出た。
  - 2012年5月4日に放送を開始した広島テレビでは、紫雷逮捕を受け2012年6月1日に放送した第4話で本作の放送を打ち切った。なお広島テレビは同年6月8日から本作の次作品である『撮らないで下さい!!グラビアアイドル裏物語』を急遽前倒しする形で放送した。
  - 一方で紫雷逮捕時点での遅れネット局だった、びわ湖放送・テレビ和歌山・鹿児島放送の3局は最終回まで本作の放送を継続した。
  - テレビ東京は2013年1月9日から1月30日まで水曜27:20枠（『ドラマシリーズ』）において再放送を実施したが、テレビ東京における再放送は広島テレビ同様に第4話までの放送となった。
  - BSジャパンでは2014年1月3日から金曜26:58枠において再放送を実施し、紫雷逮捕後初めて全話再放送された。

### DVDリリース
- ここが噂のエル・パラシオDVD-BOX（2012年2月24日、東宝）

| テレビ東京 ドラマ24                             | テレビ東京 ドラマ24                                 | テレビ東京 ドラマ24                                               |
| 前番組                                          | 番組名                                              | 次番組                                                            |
| ----------------------------------------------- | --------------------------------------------------- | ----------------------------------------------------------------- |
| 勇者ヨシヒコと魔王の城 （2011.7.8 - 2011.9.23） | ここが噂のエル・パラシオ （2011.10.7 - 2011.12.23） | 撮らないで下さい!!グラビアアイドル裏物語 （2012.1.13 - 2012.4.6） |